# Балада о једној застави
„Балада о једној застави” је југословенски кратки филм из 1976. године. Режирао га је Вукоман Миловановић а сценарио су написали Вукоман Миловановић, Михајло Секулић и Стјепан Заниновић.

## Улоге
| Глумац       | Улога |
| ------------ | ----- |
| Неда Арнерић |       |
| Енес Кишевић |       |
| Милан Штрљић |       |